# Sven Blummel
Sven Blummel (født 8. september 1996) er en hollandsk professionel fodboldspiller, der spiller som kantspiller i den danske klub Fremad Amager.

## Karriere
Blummel debuterede for Eerste Divisie-klubben Jong PSV i 2015. I 2014/15-sæsonen kom Blummel til PSV.
Blummel kom til den danske 1. divisionsklub Fremad Amager den 12. august 2019.